# 解永俊
解永俊（1980年2月5日—），中國遼寧丹東人，是為男子劍擊運動員。

## 生涯
解永俊在1994年入讀遼寧丹東體育學校。兩年後，他成為解放軍击剑隊一員。到1998年，他取得進入國家隊的機會，肖劍為他的教練。
1999年，解永俊在全國錦標賽中不敵對手，最終取得男子個人重劍小項的亞軍。兩年後的8月，亞洲錦標賽在泰國首都曼谷舉行，解永俊在男子個人重劍小項決賽以1分之差被國家隊隊友趙剛擊敗，取得銀牌。幾日後的男子團體重劍小項中，他再次取得亞軍。
2002年10月2日，釜山亞運劍擊項目的男子團體重劍小項在江西體育公園击剑館舉行。解永俊取得決賽上陣的資格，並與隊友趙剛、王磊以30:31不敵哈萨克斯坦隊，為中國增添一块銀牌。3年後，他首度於世界杯中取得獎牌。這一年的1月，他在多哈的世界杯中摘下一銅。2006年12月，解再度抵达多哈參與他第二次的亞運會，並在击剑項目的男子個人重劍小項以15:11擊敗國家隊隊友王磊，获得他個人的第一面亞運金牌。3日後的男子團體重劍小項決賽中，中國隊以33:35不敵韩国隊，再度屈居亞軍。
2009年第十一屆全運會代表解放軍奪得男子團體重劍金牌。

## 資料來源
1. ↑  .   [2007-07-10]. （原始内容存档于2007-09-29）.
2. ↑  .   [2011-12-02]. （原始内容存档于2004-07-18）.